# Корнедо-Вічентіно
Корнедо-Вічентіно (італ. Cornedo Vicentino, вен. Cornedo Vixentin) — муніципалітет в Італії, у регіоні Венето, провінція Віченца.
Корнедо-Вічентіно розташоване на відстані близько 430 км на північ від Рима, 80 км на захід від Венеції, 18 км на північний захід від Віченци.
Населення — 12 079 осіб (2014).
Покровитель — святий Іван Хреститель.

## Демографія
Населення за роками:

Станом на 1 січня 2023 року в муніципалітеті офіційно проживали 874 іноземці з 51 країни, серед них 103 громадяни країн Євросоюзу та 26 громадян України.

## Сусідні муніципалітети
- Брольяно
- Кастельгомберто
- Мало
- Монте-ді-Мало
- Вальданьо